# ワロッディ・ワイブル
エルンスト・ヒャルマール・ワロッディ・ワイブル（英: Ernst Hjalmar Waloddi Weibull, 1887年6月18日 - 1979年10月12日）は、スウェーデンの技師、科学者、数学者である。
ワイブルは、スコーネ地方に縁の深い一族の出身だった。彼は、歴史家のローリッツ、カール・グスタフ、カート・ワイブルとは従兄弟にあたる。
1905年、ワイブルは、スウェーデン沿岸警備隊に士官候補生として入隊した。1907年に中尉、1916年には大尉、1940年には少佐へと昇進した。沿岸警備隊にいる間、彼は王立工科大学で授業を受けていた。彼は1924年に卒業し、正教授となった。1932年にワイブルはウプサラ大学で博士号を取得した。彼はスウェーデンやドイツの産業界で顧問技師の職に就いた。
1914年、調査船アルバトロス号で地中海、カリブ海、太平洋に遠征したとき、ワイブルは爆発波の伝播に関する最初の論文を書いた。彼は、爆発物を使って海底の堆積物の種類やその厚さを測定する技術を開発した。同じ技術が現在でも海底油田探査で使われている。
1939年に、彼は確率論と統計におけるワイブル分布に関する論文を発表した。1941年に彼は、兵器メーカーのボフォースから、ストックホルムの王立工科大学で工学物理学の個人研究教授の職を得た。
ワイブルは、材料力学、疲労、固形体やベアリングの破断、そしてもちろんワイブル分布に関する多くの論文を発表し、1961年には疲労解析に関する1冊の本を出版した。これらの論文のうち27本は、ウィルバー・ライト・フィールドの米空軍へ提出したワイブル解析に関する報告である。1951年に、彼は7つの事例研究を用いてワイブル分布に関する論文をアメリカ機械学会（ASME）で発表した。
アメリカ機械学会は、1972年にワイブルに金メダルを授与した。1978年には、スウェーデンのカール16世グスタフ国王から王立科学アカデミーの大金メダルが個人的に贈られた。
1979年10月12日、ワイブルはフランスのアヌシーで死去した。